# Oświadczenie z Port Huron
Port Huron Statement – studencki program polityczny skonstruowany przez pięćdziesięcioosobową grupę studentów pod kierunkiem Toma Haydena, przywódcę organizacji Studenci na rzecz Demokratycznego Społeczeństwa w 1962 roku. Głosił, że system polityczny jest niereformowalny i musi zostać obalony, aby w jego miejsce mógł zostać stworzony nowy rodzaj ładu. Twórcy tego programu zakwestionowali dotychczasowe sojusze polityczne amerykańskiej lewicy, głosząc hasła demokracji bezpośredniej ("participatory democracy"), otwierając się jednocześnie na wartości rodzącej się w tym czasie młodzieżowej kontrkultury: Hayden po latach wspominał, że studiowali teksty Boba Dylana bardziej niż to, co napisali Marks i Lenin.  